# Richard-Müller-Schule
Die Richard-Müller-Schule in Fulda in Hessen ist die kaufmännische Schule der Stadt Fulda. Sie wurde zu Ehren des Politikers und Unternehmers Richard Müller benannt, dessen Familie eine Filzfabrik in der Frankfurter Straße in Fulda besaß. Die Schule rechtfertigte die Namensgebung mit Richard Müllers ökonomisch sinnvollem, vorbildlichem und solidarischem Handeln.

## Schulformen
Die Richard-Müller-Schule bietet folgende Schulformen an:

### Berufsschule
Folgende kaufmännische Berufe können an der Richard-Müller-Schule erlernt werden:
- Automobilkaufmann
- Bankkaufmann
- Fachkraft für Lagerlogistik
- Fachlagerist
- Fachpraktiker Lagerlogistik
- Fachpraktiker im Verkauf
- Industriekaufmann
- Informatikkaufmann
- IT-Systemkaufmann
- Kaufmann für Büromanagement
- Kaufmann für Dialogmarketing
- Kaufmann im Einzelhandel
- Kaufmann im Groß- und Außenhandel
- Kaufmann für Spedition und Logistikdienstleistung
- Kaufmann für Verkehrsservice
- Notarfachangestellter
- Rechtsanwaltsfachangestellter
- Steuerfachangestellter
- Verkäufer

Die Richard-Müller-Schule bietet leistungsstarken Schülern die Möglichkeit, parallel zu ihrer Berufsausbildung die Fachhochschulreife zu erlangen.

### Einjährige und zweijährige höhere Berufsfachschule für Wirtschaft und Verwaltung
Die Berufsfachschule vermittelt Schülern ein kaufmännisches Grundverständnis und endet mit der Mittleren Reife. Durch die erworbenen kaufmännischen Kenntnisse besteht die Möglichkeit, eine verkürzte kaufmännische Ausbildung zu absolvieren oder eine höhere Schulform zu besuchen.

### Fachoberschule
In der Fachoberschule können Schüler, die bereits die Mittlere Reife mit bestimmten Leistungen oder eine Berufsausbildung absolviert haben, die fachgebundene Hochschulreife („Fachabitur“) erlangen.
A-FormDie Organisationsform A dauert zwei Jahre. Im ersten Jahr erfolgt der Schulunterricht nur in Teilzeit, da die angehenden Fachabiturienten an bestimmten Tagen ein kaufmännisches Praktikum in einem Betrieb absolvieren. Im zweiten Jahr werden die Schülerinnen und Schüler gemeinsam mit den Schülern der B-Form in Vollzeit intensiv auf die Prüfungen vorbereitet.
B-FormDie B-Form richtet sich an Absolventen einer Ausbildung, die sich weiterqualifizieren möchten. Sie können die Fachoberschule ein Jahr lang in Vollzeit besuchen.

### Wirtschaftsgymnasium (Berufliches Gymnasium)
Der Besuch des Wirtschaftsgymnasiums dauert drei Jahre und endet mit dem Bestehen der Allgemeinen Hochschulreife (Abitur). Im Gegensatz zu allgemeinbildenden Gymnasien erhalten Schüler hier zusätzlich Unterricht in kaufmännischen Unterrichtsfächern (Wirtschaftslehre, Rechnungswesen, Datenverarbeitung). In der Qualifikationsphase müssen zwei Leistungskurse belegt werden. Der erste Leistungskurs muss dabei Wirtschaftslehre und der zweite Leistungskurs muss entweder Deutsch, Englisch, Mathematik oder eine Naturwissenschaft sein. Durch diese Doppelqualifizierung wird ein Einstieg in eine verkürzte Berufsausbildung oder ein Hochschul- oder Universitätsstudium mit einem wirtschaftlichen oder juristischen Schwerpunkt deutlich erleichtert. Um ein breites Bildungsangebot zu gewährleisten, kooperiert die Richard-Müller-Schule mit den beiden anderen beruflichen Gymnasien der Stadt Fulda.
Zudem wird seit 2016 nach einer mehrjährigen Testphase der neue ergänzende Grundkurs Wirtschaftsphilosophie  angeboten.
Seit 2017 können die angehenden Abiturienten bereits an ausgewählten Klausuren des Studiengangs „Internationale Betriebswirtschaftslehre“ der Hochschule Fulda teilnehmen und die Prüfungsleistungen für ein späteres Bachelorstudium anerkennen lassen.

### Fachschule für Wirtschaft
Die Fachschule für Wirtschaft bietet Weiterbildungsangebote für Absolventen einer Berufsausbildung. Es werden die Studienschwerpunkte Marketing und Controlling angeboten. Die Abschlussbezeichnung lautet Staatlich geprüfte/r Betriebswirt/-in.

### Bachelorstudium
In Kooperation mit der Fachhochschule der Mittelstands Bielefeld können Berufstätige an der Richard-Müller-Schule einen Bachelorstudiengang im Fach Betriebswirtschaft absolvieren. Der Studiengang endet mit dem akademischen Grad des Bachelor of Arts.

### Technische Betriebswirtschaft
Die Fachschule der Ferdinand-Braun-Schule bietet seit 2017 in Kooperation mit der Fachschule der Richard-Müller-Schule für Absolventen einer Zweijährigen Fachschule für Technik den Schwerpunkt Technische Betriebswirtschaft als verkürztes Ergänzungsstudium an.

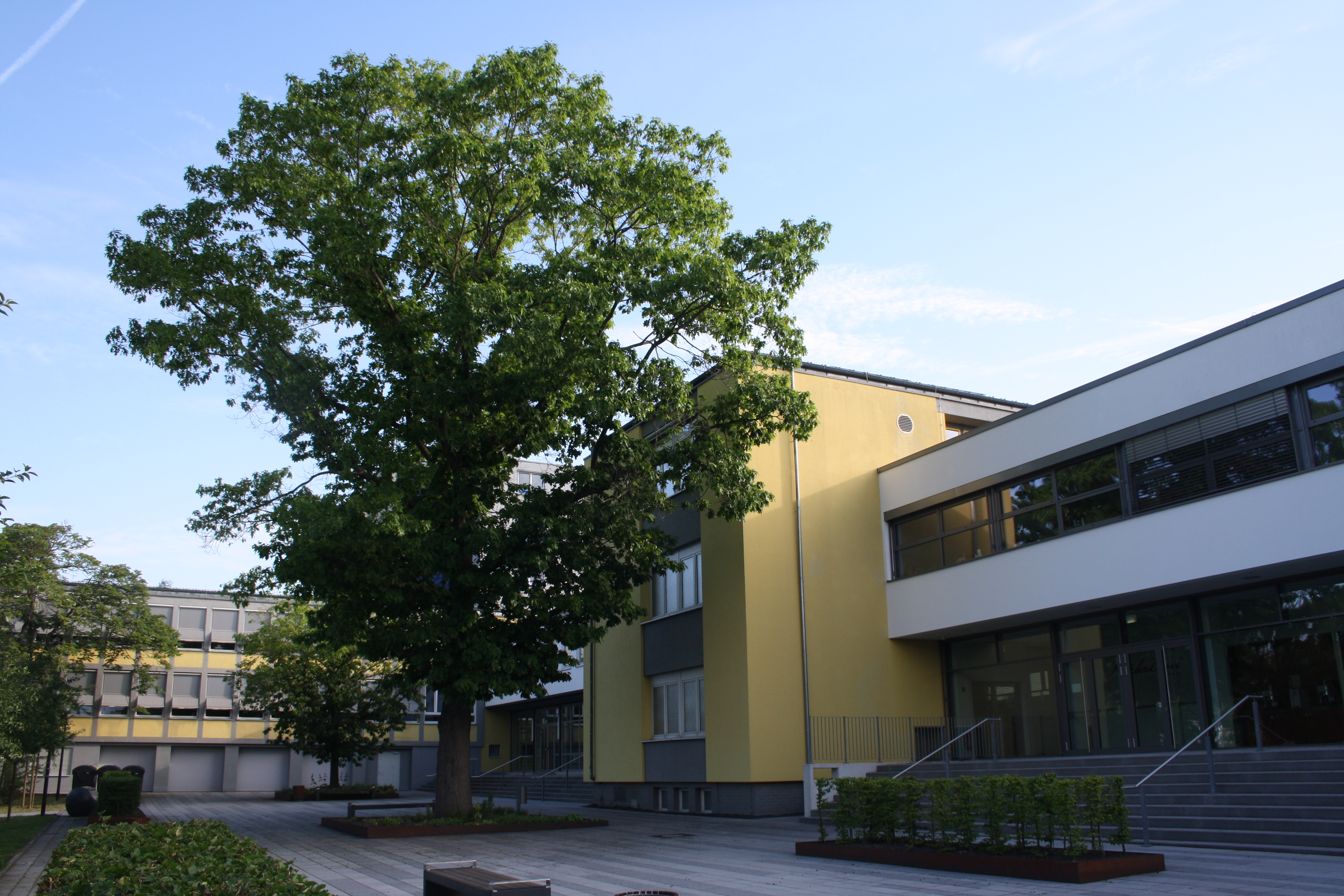
Eingangshof der Richard-Müller-Schule Fulda
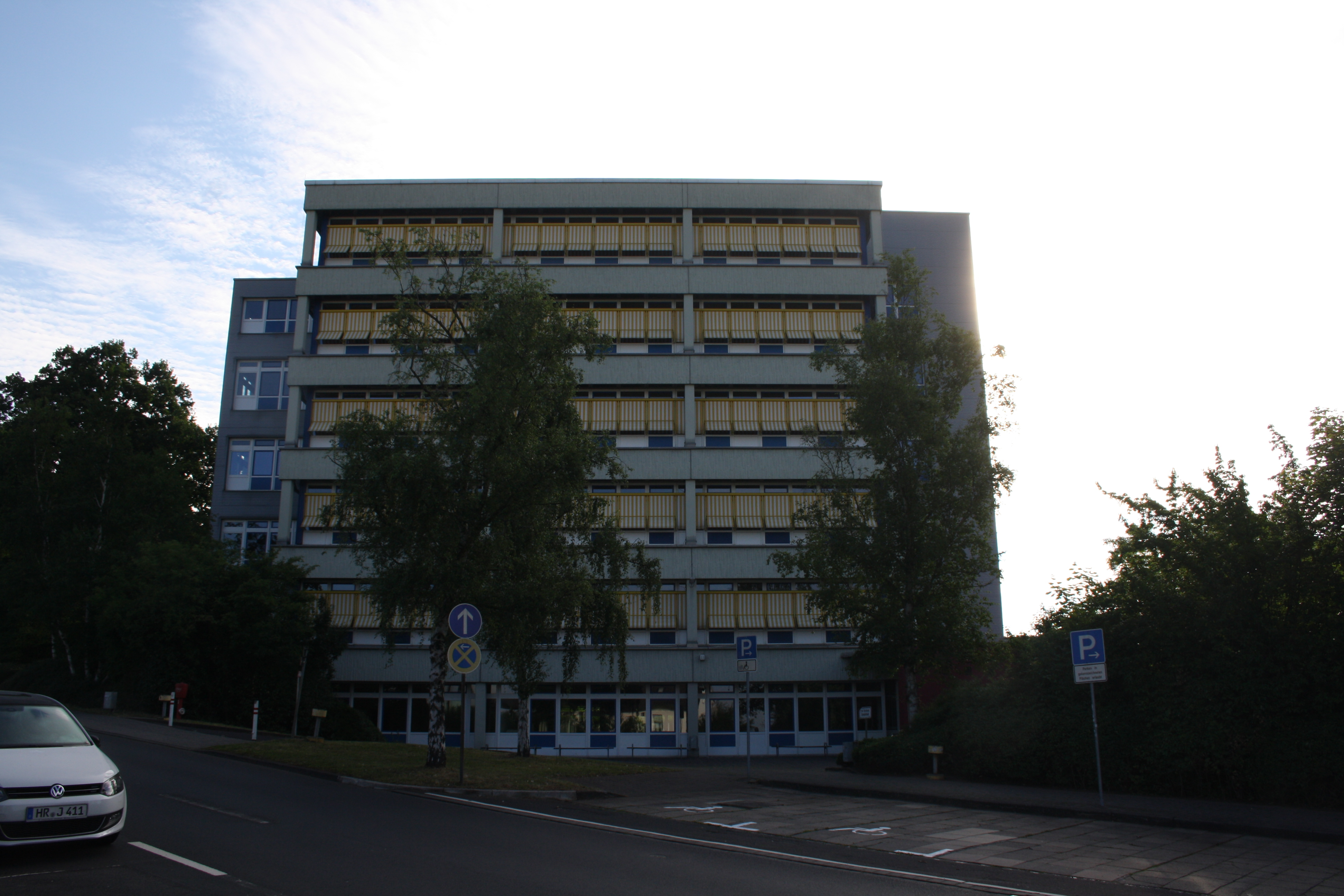
Hochhaus der Richard-Müller-Schule Fulda
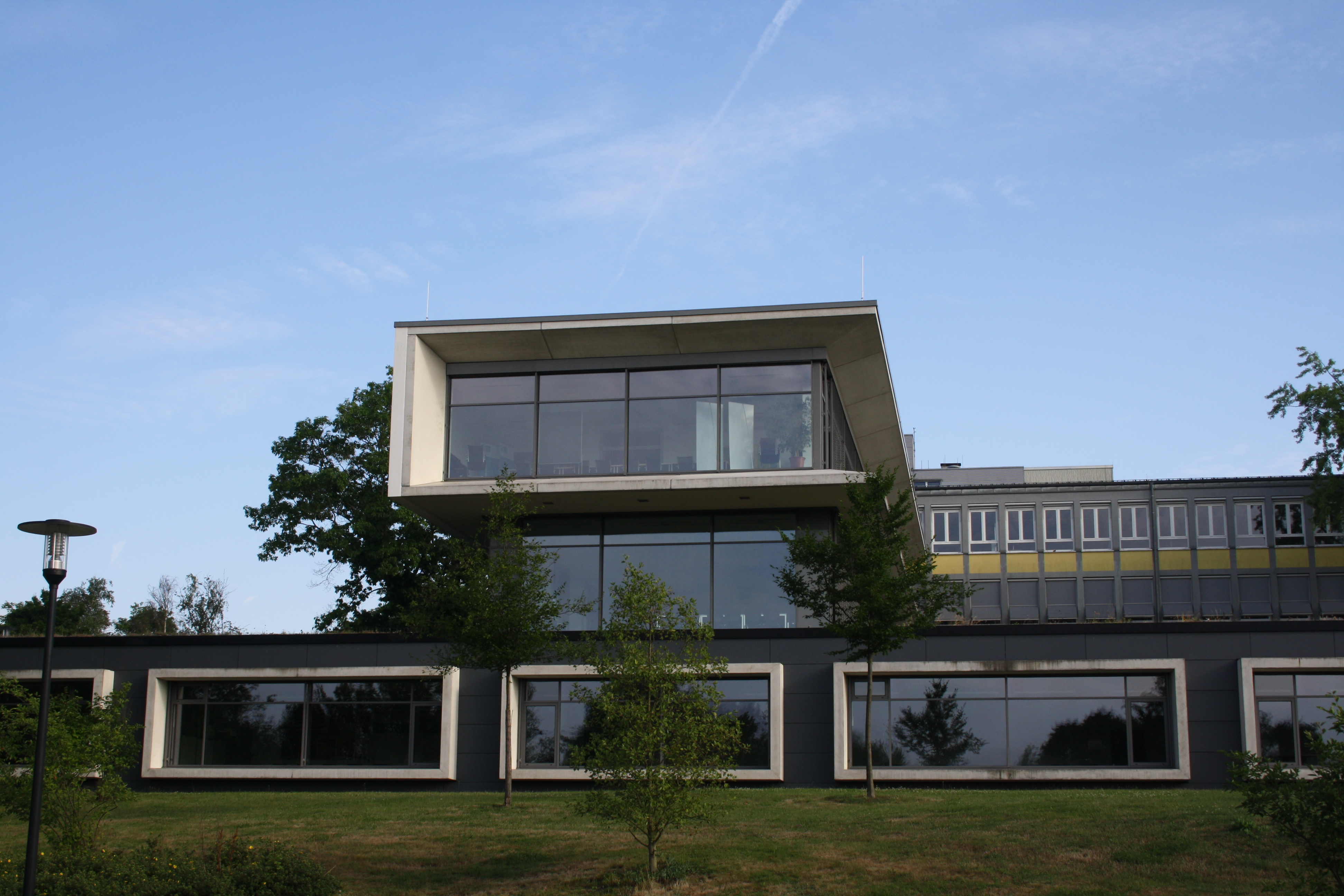
Mensagebäude der Richard-Müller-Schule Fulda

## Projekte

### Theaterwerkstatt
Die Theaterwerkstatt der Richard-Müller-Schule produziert eigenständig Theaterstücke u. a. zu Lessings Drama Nathan der Weise, dem Roman A Clockwork Orange und dem Leben Kafkas.

### Trialog der Kulturen
Die Richard-Müller-Schule partizipiert am „Trialog der Kulturen-Schulenwettbewerb zu europäischer Identität und kulturellem Pluralismus“ der Herbert-Quandt-Stiftung und wurde für ihre erfolgreichen Beiträge ausgezeichnet.

### Schule ohne Rassismus – Schule mit Courage
Die Schule nimmt an der Jugendinitiative Schule ohne Rassismus – Schule mit Courage teil, die vom ehemaligen Schüler und Fußballprofi Sebastian Kehl als Pate unterstützt wird. Zudem findet jährlich ein „Tag gegen Rassismus“ statt.

### eTwinning-Projekte
Die Literaturkurse der Richard-Müller-Schule nehmen regelmäßig an Projekten der interkulturellen Plattform eTwinning teil. Die Schule ist Träger des eTwinning-Qualitätssiegels.

### Europäischer Wettbewerb
Die Schule nimmt regelmäßig erfolgreich am Europäischen Wettbewerb teil. Der Wettbewerb beschäftigt sich mit kreativen Impulsen zur positiven Zukunftsgestaltung Europas.

## Bedeutende Schüler und Lehrer der Richard-Müller-Schule
- Sebastian Kehl (* 1980), Fußballspieler